# Em qualquer lugar da Terra

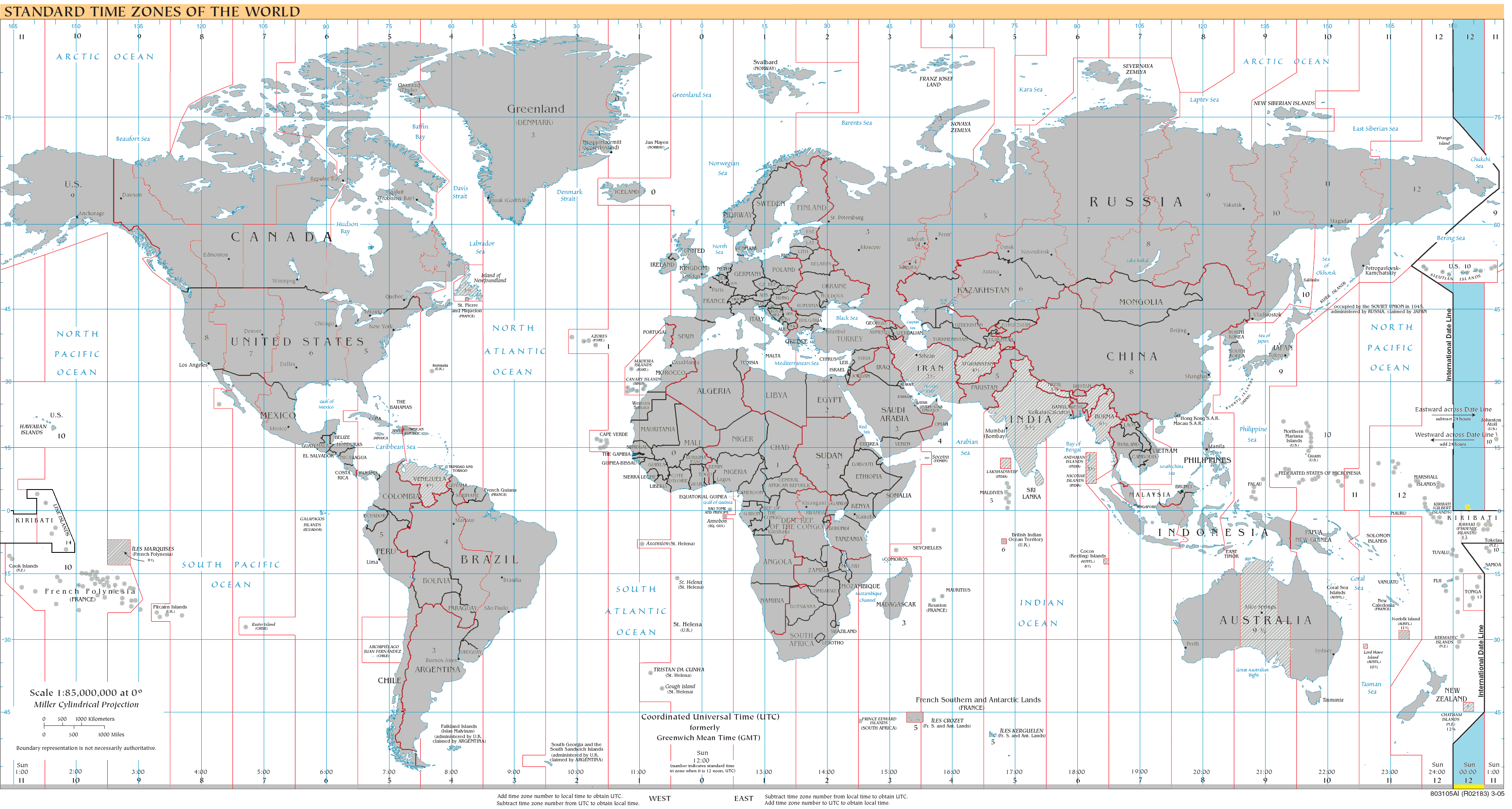
Mapa mundial de fusos horários, com o fuso horário UTC-12 destacado

Em qualquer lugar na Terra (em inglês: Anywhere on Earth ou AoE) é uma designação de tempo que indica que um período expira quando uma determinada data deixou de ocorrer em todos os lugares da Terra. É uma prática que ajuda a especificar prazos de forma mais fácil, tal como "até 16 de março de 2004, fim do dia em qualquer lugar da Terra" sem que seja necessário cálculos com fuso horário ou ajustes de horário de verão.
Para qualquer data, as Ilhas Howland e Baker são os últimos locais na Terra onde uma data pode ocorrer, de acordo com o fuso horário UTC−12 (no Hemisfério Ocidental da Linha Internacional de Data). Portanto, o dia termina em qualquer lugar na Terra quando o mesmo termina na Ilha Howland.
Esse termo originou-se nos procedimentos de votação do padrão IEEE 802.16. Muitos prazos de votação do IEEE 802 são estabelecidos como o final do dia usando "AoE" para "Em qualquer lugar na Terra" como designação. Isso significa que se o prazo não expirou em algum lugar da Terra, o prazo ainda não expirou.
O AoE do final do dia ocorre ao meio-dia do Tempo Universal Coordenado (UTC) do dia seguinte, já que as as ilhas Howland e Baker estão no lado oposto do mundo em relação ao meridiano primário, que é a longitude de referência base para UTC. Assim, em notação padrão:
UTC-12:00 (o horário de verão (DST) não é aplicável)